# Lomaspilis bithynica
Lomaspilis bithynica is een vlinder uit de familie spanners (Geometridae). De wetenschappelijke naam is voor het eerst geldig gepubliceerd in 1954 door Wehrli.
De soort komt voor in Europa.